# St.-Jakobs-Kirche (Ljubljana)
Die Pfarrkirche St.-Jakob (slowenisch: Župnijska cerkev sv. Jakoba) ist eine in den Jahren 1613 bis 1615 erbaute Kirche auf dem Levstik-Platz in der Altstadt von Ljubljana, der Hauptstadt Sloweniens. Sie wird von Jesuiten betreut.

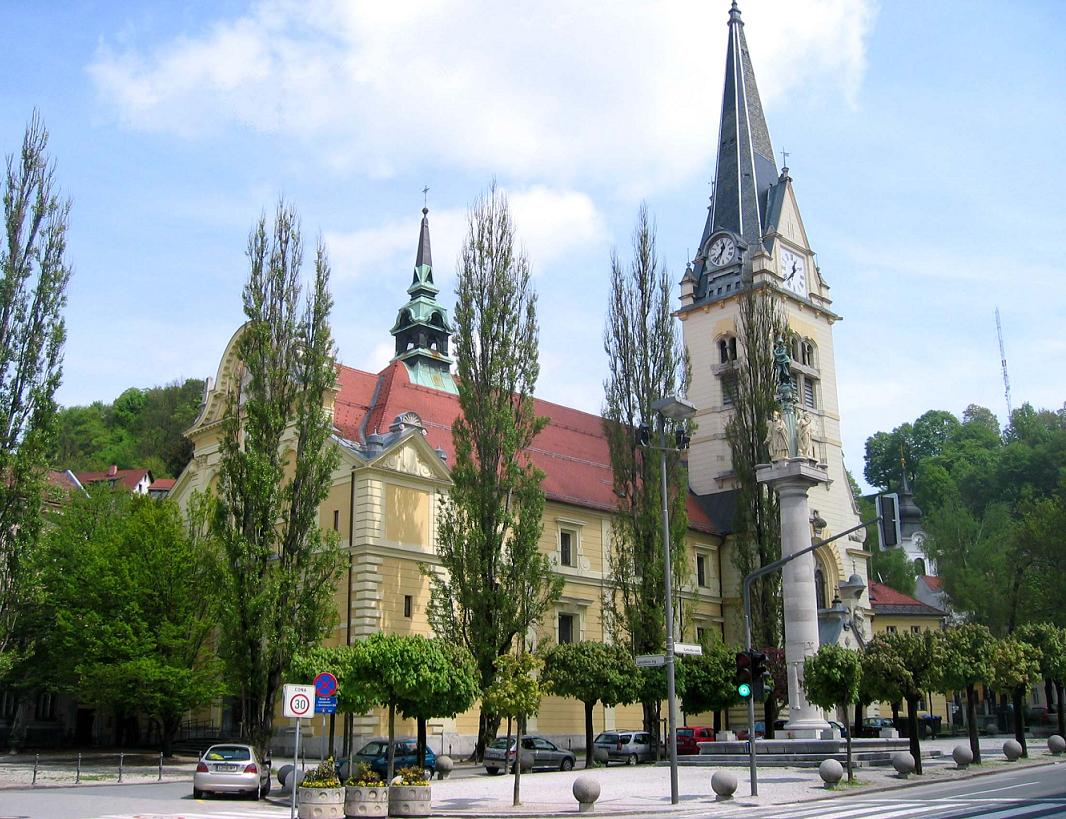
Die St.-Jakobs-Kirche in Ljubljana

## Geschichte und Ausstattung

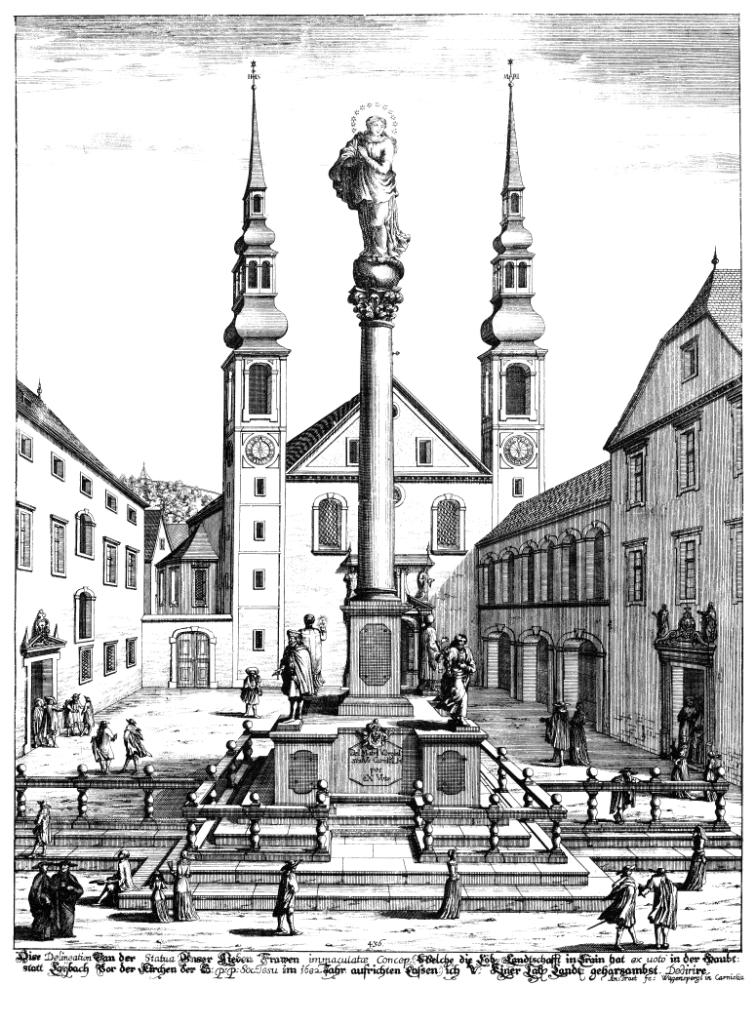
Die St.-Jakobs-Kirche in Ljubljana, 1689 nach Valvasor

Die St.-Jakobs-Kirche wird erstmals 1383 urkundlich erwähnt als die gotische Kirche des Augustinerklosters. Das heutige Bauwerk wurde im Wesentlichen zwischen 1613 und 1615 als Teil der Niederlassung der Jesuiten erstellt. Die umgebenden Gebäude beherbergten damals unter anderem die erste Laibacher Hochschule für Theologie, Philosophie, Medizin und Musik.
1701 erhöhte der Baumeister Francesco Ferrata das Kirchenschiff und fügte Emporen über den Kapellen hinzu. Aus dieser Zeit stammt auch das Hauptportal, ein Werk von Luka Mislej. Nach dem Erdbeben von 1895 wurde das äußere Erscheinungsbild der Kirche nach Plänen des Linzer Architekten Raimund Jeblinger verändert. Insbesondere wurden die beiden beschädigten Fassadenglockentürme durch einen einzigen Turm im Stil der Neugotik ersetzt.
Die Kirche beherbergt eine reiche Altarausstattung, bearbeitet unter anderem  von italienischen Bildhauern, die hier auch in der Barockzeit gearbeitet haben. Mehrere Altäre wurden von Francesco Robba geschaffen: der Schutzengelaltar von 1723, der Annen-Altar aus dem Jahr 1724 sowie der Tabernakel auf dem Hochaltar von 1734.

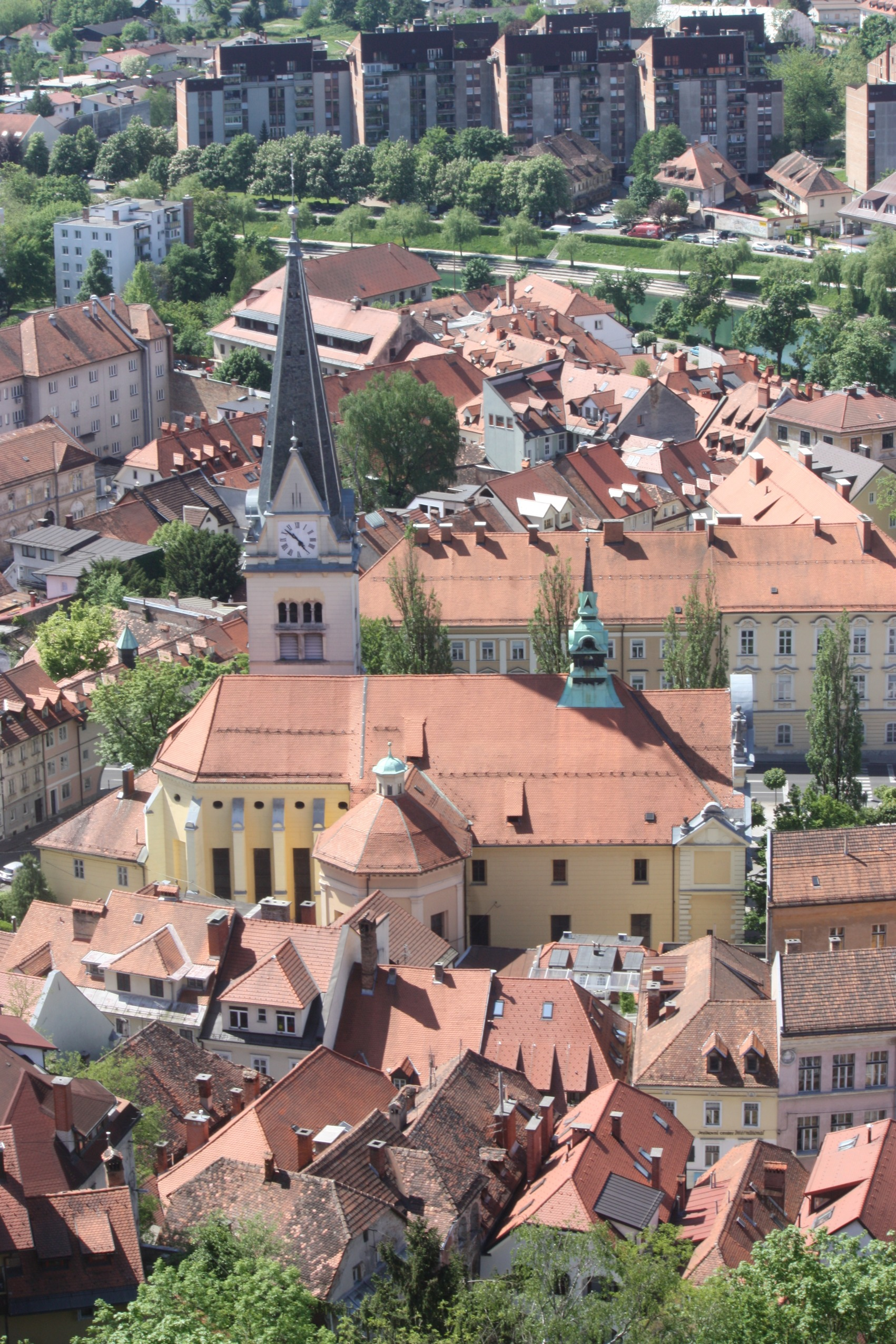
St. Jakob, Blick vom Burgberg
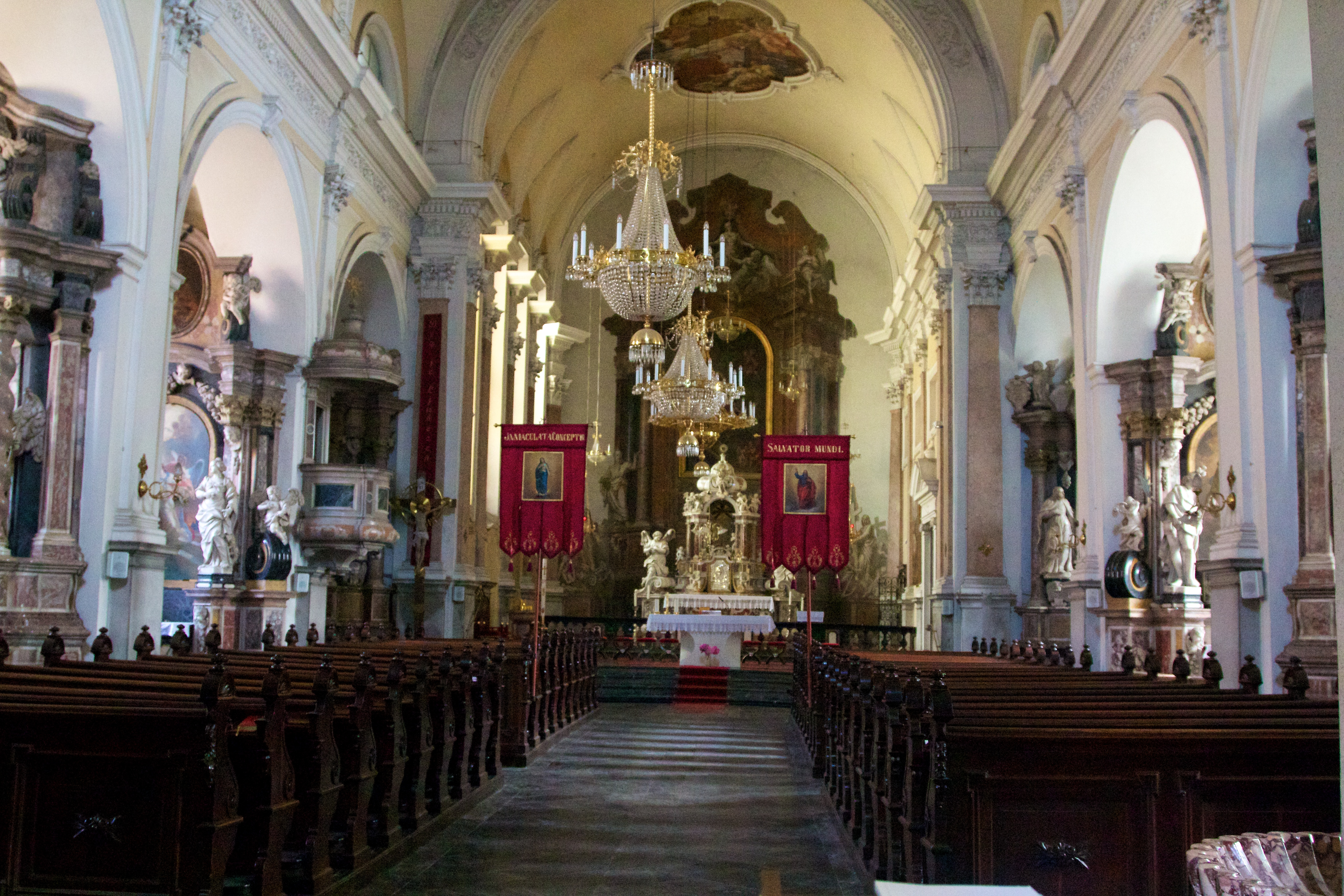
Innenraum
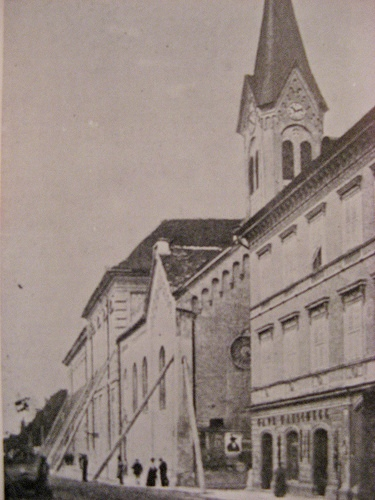
St. Jakob nach dem Erdbeben 1895
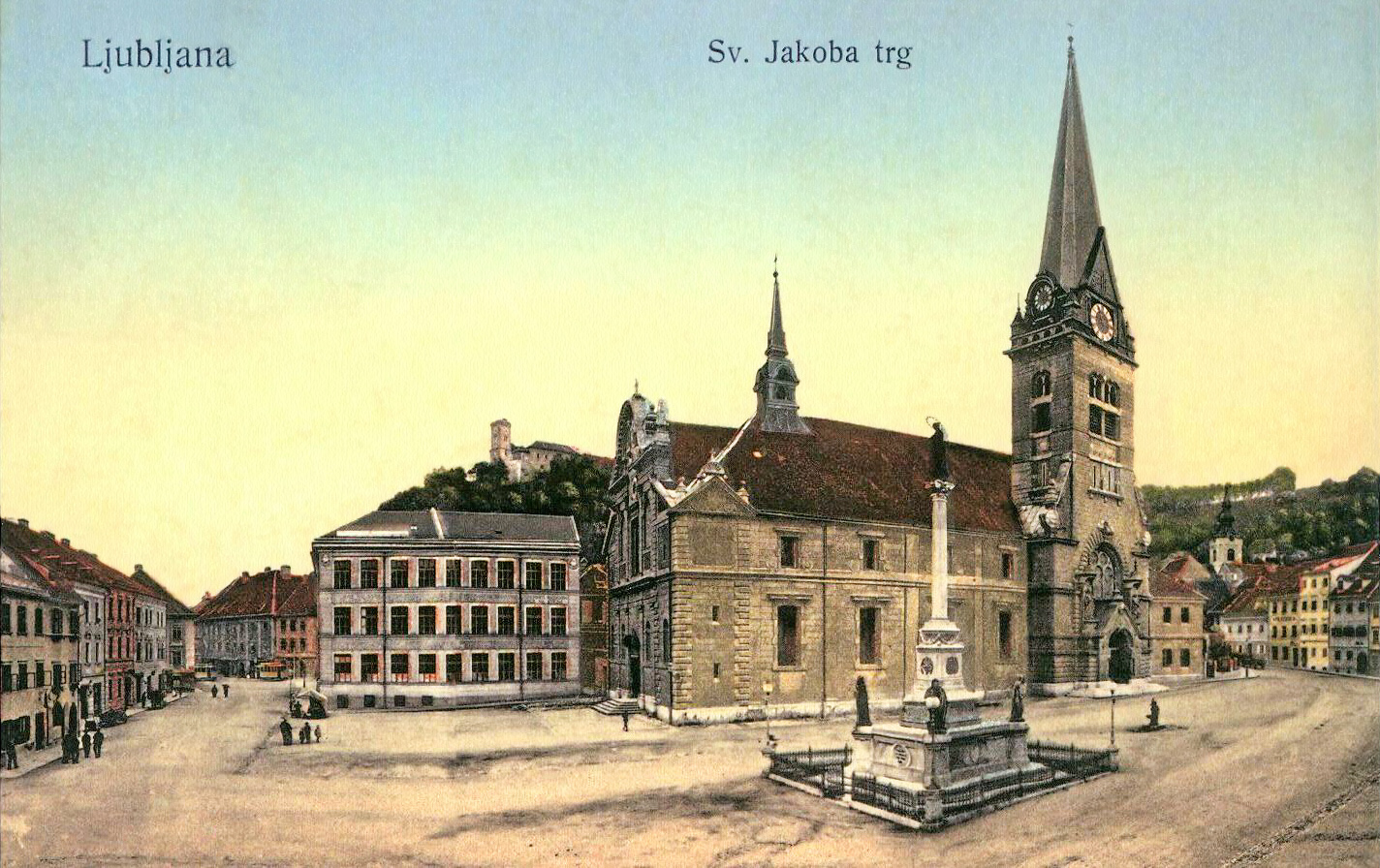
St. Jakob 1912
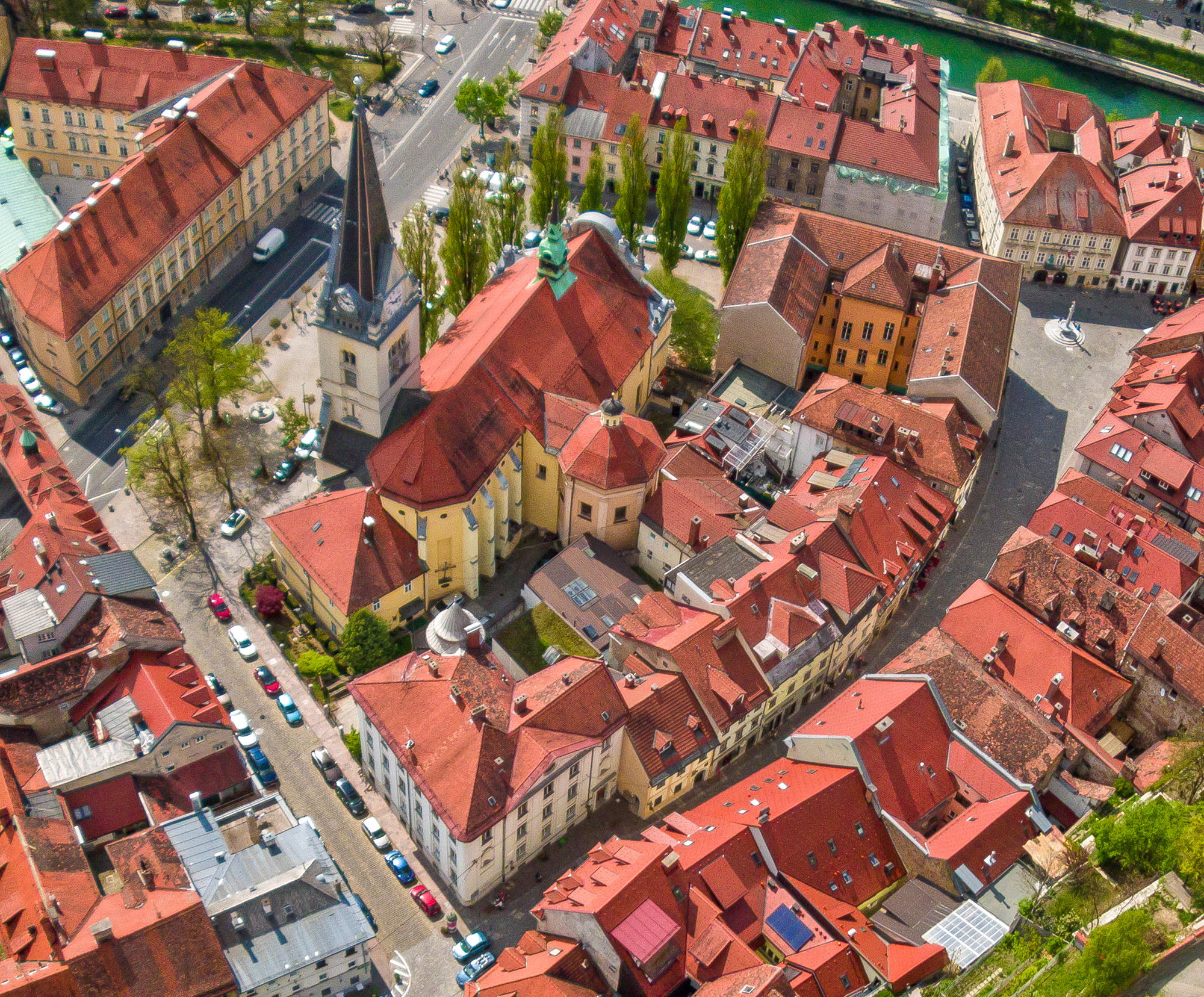
St. Jakob und Umgebung

Die Umgebung der Kirche wurde in den Jahren 1926 und 1927 völlig verändert, als Jože Plečnik den heutigen Levstik-Platz gestaltete.